# Idioma bannoni
Bannoni, también conocido como tsunari, es una lengua austronesia de Papúa Nueva Guinea. Tiene aproximadamente 1.000 hablantes nativos. El pueblo Banoni se refiere a su idioma como Tsunari, pero reconoce el nombre Banoni y lo acepta también. Tsunari técnicamente se traduce como "su verdad".

## Ubicación
La ubicación del pueblo Banoni y la región donde se habla su idioma es la división censal de Banoni, subdistrito de Buin, Provincia de Bouganville, Papúa Nueva Guinea. La provincia de Bouganville es técnicamente una isla entre Papúa Nueva Guinea y las Islas Salomón. Geográficamente hablando, la región de la isla donde se habla bannoni está cerca y en la costa de la bahía Emperatriz Augusta en la provincia suroeste de Bouganville. Los pueblos están separados de la costa por pantanos en el fondo de Punta Motopena. Los pueblos en los que se habla banoni son Mabes, Mariga, Kongara, Dzarara. Existe una variedad de habla que es diferente pero mutuamente inteligible de la de otras aldeas con los nombres de Mokui, Mokovi, Mavaraka, Iaba, Koiare y Kegiri. Los pueblos de la provincia de Bouganville se dividen en grupos regionales: el grupo Norte, el grupo Este y el grupo Oeste. El grupo Oeste es el grupo de los Banoni junto con los Piva. El Bannoni y el Piva son muy similares. Se ha observado que los banoni y los piva interactúan entre sí, aunque aún no se ha determinado la frecuencia del contacto entre los hablantes de bannoni y sus vecinos no austronesios. Uno de los vecinos de los Bannoni que no hablan un idioma austronesio es el del idioma choiseul, que se encuentra a sólo unas pocas millas al sureste de Bouganville y no muestra ningún parecido con ningún idioma hablado en Bouganville. Se ha observado que ninguna de las lenguas oceánicas desde Buka hasta Shortlands se relaciona estrechamente con ninguna otra lengua que se encuentre frente a la isla de Bouganville. El habla o lengua de Mabes, un pequeño pueblo de la isla de Bouganville, es el origen del estudio donde se realizó toda la información más actual registrada sobre Bannoni.

## Estudios previos
Los hablantes de bannoni se completaron con etnógrafos y viajeros alemanes. Los primeros registros o menciones del bannoni y su gente se remontan a hace sólo un siglo y medio. Freiherr von Schleinitz navegó hacia una bahía, a la que llamó Kaiserin Agusta Bai, ahora conocida como bahía de Augusta. Se sabe que entonces estaba bajo control de Bannoni, como lo está ahora. Según consta, el etnógrafo de la expedición no vio ningún pueblo, pero sí vio veintiún hombres en una canoa de tablas. Algunas de las obras más importantes son las de Friederici, que registró trabajos sobre Bannoni en los años 1912 y 1913. Sin embargo, la Primera Guerra Mundial en Europa puso fin a los primeros estudios e investigaciones sobre Bouganville. Friederici mencionó que algunos de los hombres sabían algunas palabras en inglés, lo que sugiere contacto previo con angloparlantes, ya sea a través de balleneros, comerciantes o mirlos. Otras menciones importantes del pueblo Banoni llegaron más tarde a través de los escritos de Ray en 1926, Oliver en 1949, Allen y Hurd en 1965 y Capell en 1971. Oliver registró que después de que los alemanes abandonaron sus investigaciones para asistir a la guerra en Europa, los australianos rápidamente tomaron sobre la pequeña guarnición alemana, pero no prestó mucha atención a los aproximadamente 45.000 habitantes de Bouganville. Capell utilizó datos para respaldar sus afirmaciones, a diferencia de muchos investigadores anteriores, y pudo registrar una mayor cantidad de trabajo que otros.

## Fonología
El idioma Banoni tiene una estructura de sílabas simple. Como muchas otras lenguas oceánicas, distingue cinco cualidades vocálicas. Cuando dos vocales iguales se suceden, se combinan en un sonido alargado que suele tener una caída de tono, aunque este cambio de tono no altera el significado.
A diferencia de los idiomas relacionados de las Islas Salomón, las oclusivas sonoras de Banoni son completamente orales, no prenasalizadas como en Fiyi.
Parada bilabial sonora:
biini [bi:ini] 'playa'
Parada alveolar sonora:
dapisa [dapisa] 'tres'

### Ortografía con transcripción fonética amplia de las sílabas simples
| i | e | a | o | u |

Los principales puntos de articulación en el sistema consonántico del Bannoni son Consonantes labiales, dentales o alveolares, palatales y velares. Estas se combinan con las cinco vocales para formar las siguientes sílabas simples:
| p   | pi  | pe   | pa     | po   | pu       |
| --- | --- | ---- | ------ | ---- | -------- |
| t   | ti  | te   | ta     | to   | –        |
| ts  | tfi | tfe  | –      | –    | tfu      |
| k   | ki  | ke   | ka     | ko   | ku       |
| b   | bi  | be   | ba     | bo   | bu       |
| d   | –   | de   | da     | do   | –        |
| dz  | dzi | –    | dza    | dzo  | dzu, dzü |
| g   | gi  | ge   | ga     | go   | gu       |
| m   | mi  | me   | ma     | mo   | mu       |
| n   | ni  | ne   | na     | no   | nu       |
| v   | bi  | be   | ba, wa | ybo  | ybu      |
| gh  | yi  | ye   | ya     | ybo  | ybu      |
| r   | ri  | re   | ra     | ro   | ru       |
| s   | si  | se   | sa     | so   | su       |
| (h) | –   | (he) | (ha)   | (ho) | --       |

## Sintaxis
Bannoni tiene una combinación de órdenes de palabras SVO (sujeto-verbo-objeto) y VSO (verbo-sujeto-objeto).
Generalmente el sujeto va antes del verbo y el objeto casi siempre sigue al verbo. Sin embargo, el sujeto a veces puede seguir al verbo. La mayoría de estos casos se encuentran en cláusulas dependientes, y sólo unos pocos en unas pocas cláusulas independientes.

### Estructura sustantiva
|               | I      | II     | III    |  | IP        | I+II     | IIP       | IIIP     |  |
| ------------- | ------ | ------ | ------ |  | --------- | -------- | --------- | -------- |  |
| Independiente | na     | no     | nna    |  | ghaman    | ghata    | gham      | nari     |  |
| Objecto       | -aa    | -igho  | -a     |  | -mam      | -ita     | -mi       | -ria     |  |
| Pos I         | (-ghe) | -m     | -na    |  | -mam      | -ra      | -mi       | -ri      |  |
| Pos 2         | ghe    | ghe-m  | ghe-na |  | ghe-mam   | ghe-ra   | ghe-mi    | ghe-ri   |  |
| Pos 3         | min-na | min-no | man-na |  | me-ghamam | me-ghata | man-ghami | man-nari |  |

| Yo | tú     | él/ella/eso  | nosotros | tú+yo | tu | ellos |
| yo | tú     | él/ella/ello | nosotros | tu+yo | tu | ellos |
| tu | su/sus | nuestro      | tu+mi    | tu    | su |       |

| (TP) | (SP) | VP | (OP) | (IOP) | (Oblicuo) |

"(TP) = Frase temporal
SP = Frase de asunto (puede preceder o seguir a VOP inmediatamente)
OP = Frase objeto [puede preceder a VP en condiciones aún no especificables]
IOP = Frase de objeto indirecto
Oblicuo = Locativo, temporal, instrumental y probablemente otros tipos de frases aparecen en la oración, finalmente. Se desconoce el orden entre estos. Las oraciones que tienen más de dos frases fuera de la frase verbal son bastante inusuales."
| Preverbo                | Prefijo                     | Verbo                              | Postverbo             | Sufijo                  | Complemento                                                                            |
| ----------------------- | --------------------------- | ---------------------------------- | --------------------- | ----------------------- | -------------------------------------------------------------------------------------- |
| ta \| ne ma \| to \| no | va- vai- ta (reduplicativó) | [+Estadística] [+activo] podo tani | geroo katsu va-rubasa | [object pronoun] -i (?) | ([pronombre]) mo [verbo]) [locativo] [instrumental] ma nau vai [comitativo] [temporal] |
| tsi ghinava maa paghe-  |                             |                                    |                       |                         |                                                                                        |

## Morfología
Como el bannoni es una lengua austronesia, sus morfemas son similares a los de las lenguas de Malasia, Madagascar, Filipinas y Polinesia.
El idioma bannoni es parte del subgrupo oceánico de lenguas austronesias debido a sus similitudes con las lenguas polinesias, micronesias y melanesias.
El alargamiento de vocales está presente en el idioma Bannoni y cambia el significado de ciertas palabras, por ejemplo vom 'tortuga' versus voom 'nuevo'.

## Recursos
- Lincoln, Peter (1976). Describing Banoni, an Austronesian Language of Southwest Bougainville.